# تشيلسي فوركين
تشيلسي فوركين (من مواليد 14 يوليو 1989) هي لاعبة البيسبول والكرة الينة. بصفتها لاعبًا للكرة الينة، فازت تشيلسي بثلاثة ألقاب في البطولة الوطنية الأسترالية مع فريق نيران أستراليا الغربية ولقب واحد مع فريق كوينزلاند هيت.

## مهنة
خلال مسيرتها في لعبة البيسبول، شاركت في بطولة البيسبول الوطنية الأسترالية تحت 14 عامًا لعام 2003، وكانت واحدة من فتاتين فقط تتنافسان. عندما كانت تبلغ من العمر 15 عامًا، مثلت أستراليا في بطولة العالم للبيسبول للسيدات لعام 2004 في يوزو (توياما) باليابان وكأس العالم الافتتاحية للبيسبول للسيدات في إدمونتون بكندا. في سن السادسة عشرة، تركت تشيلسي رياضة البيسبول لتلعب الكرة الينة. واصلت تمثيل أستراليا في الكرة الينة على المستوى الوطني للناشئين والكبار. تنافست مع المنتخب الوطني للناشئين في بطولة العالم للناشئات لعام 2007 وفازت بالميدالية البرونزية. كان أول ظهور لها مع المنتخب الوطني الأول في وقت لاحق من ذلك العام، في سلسلة ضد الصين في ريدلاند سيتي، كوينزلاند. كان أول ظهور لتشيلسي في بطولة العالم لكبار السن في عام 2010 في فنزويلا، حيث احتل الفريق الأسترالي المركز السادس. تمتلك تشيلسي حاليًا ميداليتين برونزيتين من بطولة العالم للسيدات ال13 لعام 2012 وبطولة العالم للسيدات ISF 2014. في عام 2016، خططت للعب مع فريق دالاس تشارج في الدوري الوطني للمحترفين وتمثيل أستراليا أيضًا في بطولة العالم للسيدات ISF 2016 في سوري (كولومبيا البريطانية)، كندا.

### البيسبول
بدأت فوركين لعبة البيسبول عندما كان يبلغ من العمر ست سنوات وهو يلعب كرة القدم. اتبعت طريق البيسبول وفي عام 2001، عندما بلغت الحادية عشرة من عمرها، لعبت في فريق الأولاد، ميلفيل بريفز، حيث حصلت على جائزة الفريق الأفضل والأفضل. بدأت في نظام الناشئين، وتنافست في بطولة البيسبول الوطنية الأسترالية تحت 14 سنة لعام 2003 في أليس سبرينغز، الإقليم الشمالي حيث مثلت أستراليا الغربية. كانت واحدة من فتاتين فقط شاركتا في البطولة وكانت أول فتاة في أستراليا الغربية يتم تعيينها في فريق الأولاد. واصلت تمثيل أستراليا على المستوى الأول. عندما كانت تلميذة، مثلت أستراليا في بطولة العالم وكأس العالم للبيسبول لعام 2004. وفي النهاية تركت هذه الرياضة من أجل الكرة الينة.

## الكرة الينة
بدأت بلعب الكرة الينة عندما كانت في السادسة عشرة من عمرها. وفي غضون عامين، انضمت إلى المنتخب الأسترالي للناشئين. بحلول منتصف عام 2007، كانت قد لعبت سبع مباريات للفريق.
مثلت فوركين أستراليا على المستوى الوطني للناشئين في الكرة الينة. في عام 2007، كانت عضوًا في الفريق الأسترالي الذي تنافس في بطولة العالم للناشئات التابعة للاتحاد الدولي للكرة الينة في هولندا، حيث حصلت على الميدالية البرونزية. في عام 2007، كعضو في المنتخب الوطني تحت 19 سنة، شاركت أيضًا في جولة الكرة الينة في هولندا. وكانت لا تزال مع الفريق في عام 2008. في الأعوام 2008 و2009 و2011، حصل فوركين على منحة دراسية مع فريق المعهد الأسترالي للرياضة ولصالحه.
مثلت فوركين أستراليا الغربية على المستوى الوطني، وكانت عضوًا مرتين في فريق النيران الغربية الذي فاز بالبطولات الوطنية. مثلت أستراليا الغربية في بطولة الملعب السريع الأسترالية للسيدات تحت 19 سنة لعام 2007، حيث خسر فريقها أمام نيو ساوث ويلز في النهائيات. اختيرت كأفضل لاعبة في المسابقة وأفضل ضاربة. لقد تنافست في الكرة الينة على مستويات أخرى داخل أستراليا. في عام 2008، لعبت مع فريق محلي في ألقاب الإقليم الشمالي.

### منتخب كبار
لعبت فوركين مع المنتخب الأسترالي الأول. كانت عضوًا في المنتخب الوطني عام 2007 وشاركت في سلسلة اختبارات من ست مباريات ضد الصين في ريدلاندز. وكانت هذه أول منافسة دولية لها مع الفريق. وفي مارس 2009، شاركت في معسكر تدريبي في بريسبان. في عام 2011، كانت عضوًا في الفريق الأسترالي الذي تنافس في كأس العالم للكرة الينة. لعبت في الخسارة 8-0 أمام الولايات المتحدة. وكانت هذه خسارتها الثانية في ذلك اليوم، حيث لعبت أيضًا في مباراة خسرت فيها أستراليا أمام اليابان. لعبت في مباراة أخرى في الكأس ضد الولايات المتحدة حيث خسرت أستراليا 5-2. كانت ضمن الفريق الأسترالي الذي فاز بالميدالية البرونزية في كأس كندا 2011. وهي عضوة في فريق الكرة الينة الوطني للسيدات في أستراليا لعام 2012 وتحاول الحصول على مكان للمنافسة في بطولة العالم للسيدات ال13 لعام 2012.
اختيرت فوركين لفريق الكرة الينة الوطني الأسترالي للسيدات في دورة الألعاب الأولمبية الصيفية 2020. خرج الفريق بفوز واحد من أصل خمسة، بفوزه على إيطاليا 1-0 في مباراتهم الثانية من دورة روبن واحتل المركز الخامس في الترتيب العام. التفاصيل الكاملة موجودة في أستراليا في دورة الألعاب الأولمبية الصيفية 2020.

## تعرُّف
في عام 2011، كرمت من قبل المعهد الأسترالي للرياضة عندما حصلت على جائزة الإنجاز الرياضي.

## معلومات شخصية
ولد فوركين في 14 يوليو 1989 في برث، أستراليا الغربية. وهي من أنكيتيل، أستراليا الغربية.